# (3070) Aitken
Pour les articles homonymes, voir Aitken.
(3070) Aitken (1949 GK) est un astéroïde de la ceinture principale, découvert le 4 avril 1949 à l'observatoire Goethe Link près de Brooklyn, dans l'Indiana.
Il fut nommé en honneur de Robert Grant Aitken. Il a une magnitude absolue de 13,8.